# Калифорнийский кролик
Калифорнийский кролик (лат. Sylvilagus bachmani) — млекопитающее из семейства зайцевых, обитающее вдоль тихоокеанского побережья Северной Америки. Видовое латинское название дано в честь американского натуралиста Джона Бахмана (1790—1874).

## Описание
Калифорнийский кролик длиной до 50 см и весом менее 4 кг. Окрас верха от бурого до тёмно-коричневого цвета, брюхо и нижняя сторона хвоста белёсые. Хвост, уши и ноги относительно короткие, лапы короткие и только слегка покрыты волосами.

## Распространение
Область распространения вида простирается вдоль американского тихоокеанского побережья от Колумбии на юг через Орегон и Калифорнию до Калифорнийского полуострова. Восточную границу ареала образует Сьерра-Невада.
Вид населяет, прежде всего, ландшафты, густо поросшие кустарником, таким как Rubus.

## Питание
Калифорнийские кролики питаются преимущественно травой и другими зелёными частями растений, а также ягодами. В поисках пищи они способны карабкаться на небольшие кусты и деревья.

## Размножение
Период размножения варьирует и зависит от температуры и других факторов. В северном Орегоне он начинается, как правило, в феврале и заканчивается в августе, в Калифорнии он продолжается с декабря по май или июнь. В помёте в среднем 2,8 детёнышей в Орегоне и от 3,5 до 4,0 в Калифорнии. Период беременности длится 27—32 дней. За год самка производит примерно 15 крольчат.
.